# Fabio Bencivenga
Fabio Bencivenga (* 20. Januar 1976 in Capua) ist ein ehemaliger italienischer Wasserballspieler. Er war Olympiadritter 1996, Weltmeisterschaftszweiter 2003, Europameister 1995, Europameisterschaftsdritter 1999 und Europameisterschaftszweiter 2001.

## Karriere
Der 2,01 Meter große Fabio Bencivenga spielte bis 2008 bei Circolo Nautico Posillipo in Neapel. 1996, 2000, 2001 und 2004 wurde er italienischer Meister.
1995 bei der Europameisterschaft in Wien spielte Bencivenga erstmals bei einem großen Turnier in der Nationalmannschaft. Die Italiener besiegten im Halbfinale die deutsche Mannschaft mit 10:9 und im Finale die Ungarn mit 10:8. Im Jahr darauf bei den Olympischen Spielen in Atlanta gewannen die Italiener ihre Vorrundengruppe und bezwangen im Viertelfinale die russische Mannschaft. Nach der 6:7-Halbfinalniederlage gegen die Kroaten besiegten die Italiener im Spiel um Bronze die Ungarn mit 20:18. Das Spiel endete erst nach der zweiten Verlängerung. Bencivenga warf insgesamt vier Tore, keines davon im Spiel um den dritten Platz.
Bei der Europameisterschaft 1997 in Sevilla unterlagen die Italiener den Spaniern im Spiel um den fünften Platz mit 6:8. Im Jahr darauf verfehlten die Italiener auch bei der Weltmeisterschaft 1998 in Perth das Halbfinale, in der Platzierungsrunde erreichten sie den fünften Platz. 1999 bei der Europameisterschaft in Florenz verloren die Italiener im Halbfinale gegen die Ungarn. Im Spiel um den dritten Platz siegten die Italiener mit 7:6 gegen die Griechen. Beim olympischen Wasserballturnier 2000 in Sydney unterlagen die Italiener im Viertelfinale den Ungarn. Mit zwei Siegen in den Platzierungsspielen erreichten die Italiener den fünften Rang. Bencivenga warf in acht Spielen insgesamt neun Tore.
Im Juni 2001 fand die Europameisterschaft in Budapest statt. Die Italiener erreichten das Endspiel mit Siegen über Griechenland im Viertelfinale und über Ungarn im Halbfinale. Im Endspiel unterlagen sie den Jugoslawen, also der Mannschaft aus Serbien und Montenegro. Im September bei den Mittelmeerspielen in Tunis erreichten die Italiener den zweiten Platz hinter den Spaniern.
2003 bei der Europameisterschaft in Slowenien warf Bencivenga zwei Tore. Die italienische Mannschaft belegte den neunten Platz. Einen Monat später bei der Weltmeisterschaft in Barcelona siegten die Italiener im Viertelfinale gegen die Australier und im Halbfinale gegen die Mannschaft aus Serbien und Montenegro. Im Finale gewannen die Ungarn mit 11:9 nach der zweiten Verlängerung. 2004 bei den Olympischen Spielen in Athen warf Bencivenga insgesamt sieben Tore. Die italienische Mannschaft verpasste den Einzug ins Viertelfinale und belegte schließlich den achten Platz.
Bei der Weltmeisterschaft 2005 in Montreal unterlagen die Italiener den Griechen im Viertelfinale. Nach zwei weiteren Niederlagen in den Platzierungsspielen belegten sie den achten Platz. 2007 bei der Weltmeisterschaft in Melbourne verloren die Italiener im Viertelfinale gegen Spanien und belegten letztlich den fünften Platz. Ein Jahr später wurden die Italiener Neunte bei den Olympischen Spielen 2008 in Peking. Bencivenga warf insgesamt vier Tore.